# Karp Wassiljewitsch Swiridow

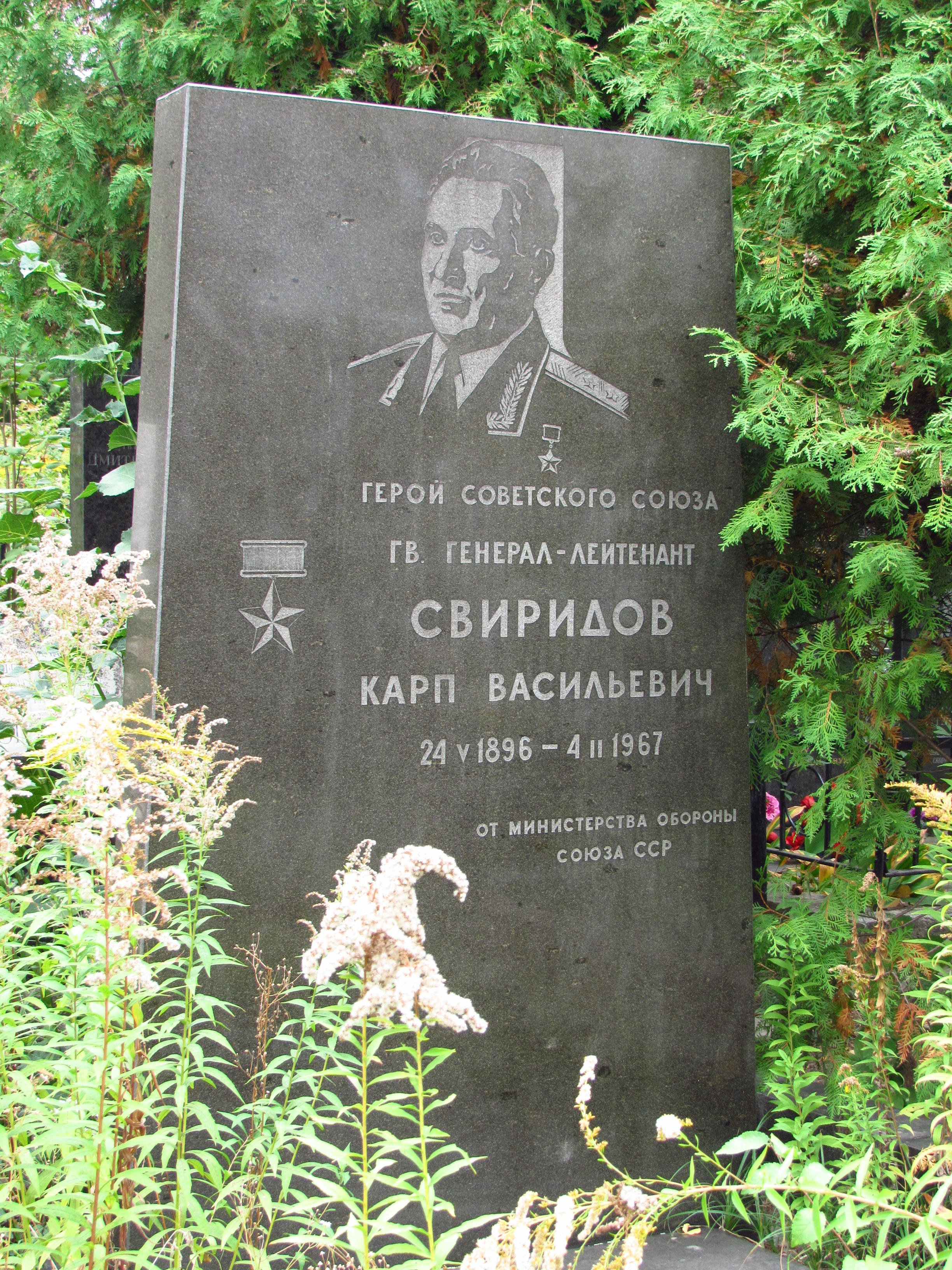

Karp Wassiljewitsch Swiridow (russisch Карп Васильевич Свиридов; * 24. Mai 1896 in Tschiganak, Gouvernement Saratow; † 4. Februar 1967 in Kiew) war ein sowjetischer Offizier, zuletzt im Range eines Generalleutnants der Panzertruppen (mit Gardestatus). Zudem wurde ihm am 28. April 1945 der Ehrentitel eines „Helden der Sowjetunion“ verliehen.

## Leben

### Frühe Militärkarriere
Seine Karriere im Militär begann im August 1915, als er in die kaiserlich-russische Armee eingezogen wurde. Seine erste Dienststelle war ein Reserve-Infanterieregiment in Slatoust, dort schloss er 1916 seine Ausbildung ab und wurde zum Unteroffizier und Gruppenführer befördert. Ab April 1917 nahm er mit dem 745. Nowoalexandrinischen Infanterieregiment/187. Infanteriedivision/1. Armee an den Kämpfen an der Düna teil. Die Soldaten des Regiments wählten ihn bereits früh in das Soldatenkomitee, nach der Oktoberrevolution wurde er zum Kommandeur einer Maschinengewehrkompanie ernannt.
Mit der „Roten Garde“ nahm er an Kämpfen gegen die deutschen Truppen bei Pskow und Petrograd (heute St. Petersburg) teil. Nachdem er im April 1918 aus der Armee entlassen worden war, trat er bereits im August 1918 wieder in die Rote Armee ein, in der er als Gruppenführer im 2. Schützenregiment/Südwestliche Front an den Kämpfen gegen die Truppen von Anton Iwanowitsch Denikin teilnahm. Im November 1918 geriet er in Gefangenschaft, aus der er im Februar 1919 entkam. Anschließend an seine Gefangenschaft wurde er im März 1919 zum Gruppenführer im 8. Schützenregiment der 2. Brigade der „Roten Kommunarden“ von Samara ernannt, ab Februar 1920 war er Stellvertreter des Zugführers im Selbstständigen Uraler Schützenbataillon/Östliche Front.
Zudem trat er 1920 in die KPdSU ein.
Im Dezember 1920 begann er sein Studium an den 1. Moskauer Maschinengewehr-Kursen zur Ausbildung des Führungspersonals im Moskauer Kreml (seit 3. Februar 1921 genannt 1. Sowjetische Vereinigte Militärschule der Roten Armee „Allrussisches Zentrales Exekutivkomitee“), welches bis November 1923 andauerte. Während dieser Zeit zählte es zu seinen Aufgaben, auf den Posten "Nr. 26" und "Nr. 27" des Kremls die Bewachung der Wohnung und des Büros von W. I. Lenin sicherzustellen.
Nach seinem Abschluss war er bis März 1931 in Saratow stationiert, wo er beim 94. Schützenregiment/32. Schützendivision zunächst als Stellvertreter des Zugsführers und in der Folge als Zugführer, Stellvertretender Kompaniechef einer Schützenkompanie, Kompaniechef einer Maschinengewehrkompanie und Leiter der Schule des Regiments diente. Zudem war er in dieser Zeit dort auch Abgeordneter des Stadtsowjets.
Im März 1931 wurde er zum Chef des Stabes des 101. Schützenregiments/34. Schützendivision, im Februar 1932 zum Stellvertreter des Chef des Stabes und Leiter der Operativen Abteilung des Stabes der 82. Schützendivision, im Mai 1933 zum Kommandeur des 182. Schützenregiments/61. Schützendivision und im Dezember 1937 zum Leiter der Abteilung für Ausbildung der Reserve im Oberkommando des Wolgaer Militärbezirks ernannt. Zwischen Oktober 1938 und Januar 1939 kommandierte er kurzzeitig die 2. Hauptabteilung des Stabes des Wolgaer Militärbezirks, im Januar 1939 wurde er zum Stellvertreter des Kommandeurs der 86. Schützendivision/Wolgaer Militärbezirk ernannt, noch im gleichen Jahr aber auf den Posten des Kommandeurs der 111. Schützendivision/Archangelsker Militärbezirk befördert. Im Anschluss an diese Verwendung wurde er im Mai 1941 zur Weiterbildung an die Frunse-Akademie geschickt.

### Im Deutsch-Sowjetischen Krieg
Nach Beginn des Deutsch-Sowjetischen Krieges wurde er im Juli 1941 als Kommandeur der sich im Raum Orscha konzentrierten 18. Schützendivision eingesetzt. Mit dieser Division war Swiridow in den ersten Wochen an den Verteidigungskämpfen am Dnjepr beteiligt, im Zuge derer die Division Mitte Juli im Raum Pischtschiki östlich des Flusses eingekesselt wurde. Nachdem sich die verbliebenen Truppenteile im August 1941 der Gruppe des Generalleutnant Iwan Wassiljewitsch Boldin anschließen konnten, beschloss die STAWKA am 19. September die Auflösung der Division. Noch im September 1941 wurde Swiridow zum Kommandeur der 363. Schützendivision ernannt, deren Aufstellung in der Stadt Kamyschlow noch nicht abgeschlossen war. Im November wurde die Division der Westfront unterstellt und nahm an den Abwehrkämpfen bei Klin und Solnetschnogorsk teil, im Dezember wurde die Division der 30. Armee der Kalininer Front überstellt und nahm dann an der Kalininer-Gegenoffensive sowie an der Rschew-Wjasmaer Angriffsoperation teil. Für ihre Erfolge bei der Gegenoffensive mit der Angriffsrichtung auf Rschew wurde der 363. Schützen-Division der Gardestatus verliehen, woraufhin sie am 17. März 1942 in 22. Garde-Schützendivision umbenannt wurde. Swiridow selbst erhielt für seine Führungsleistung einen Rotbannerorden.
Im Oktober 1942 wurde er zum Kommandeur des 2. Mechanisierten Garde-Korps/Wolgaer Militärbezirk ernannt, welches der Stalingrader Front unterstellt war. Als Teil der 2. Gardearmee nahm das Korps im Dezember an Gegenangriffen in die Räume Kotelnikowo und Tormosin teil und konnte die Städte Rostow am Don und später Nowotscherkassk wieder einnehmen.
Im weiteren Kriegsverlauf nahm das 2. Mechanisierte Garde-Korps im Sommer 1943 an der Donezbecken-Operation, der Melitopoler Offensivoperation sowie im Frühjahr 1944 an der Beresnegowatoje-Snigirjower Operation und der Odessaer Operation teil und nahm während dieser u. a. die Städte Kachowka, Beryslaw und Wolnowacha ein.
Aus Anlass der Erfolge des Korps während der Beresnegowatoje-Snigirjower Operation gratulierte der Marschall der Sowjetunion Alexander Wassilewski Swiridow persönlich per Telegramm und regte die Auszeichnung von Swiridow an, was Wassilewski später auch mit einer Erwähnung in seinen Memoiren bedachte.
Für die Teilnahme des Korps an der Einnahme von Mykolajiw und im Zuge der Verleihung des Ehrennamens 2. Nikolajewer Mechanisiertes Garde-Korps war auch bereits die Verleihung des Ehrentitels „Held der Sowjetunion“ an Swiridow angedacht, der neue eingesetzte Kommandeur der Front, Armeegeneral Rodion Malinowski (eingesetzt ab Mai 1944, seit September 1944 Marschall der Sowjetunion) verwehrte ihm jedoch diesen Titel und ordnete stattdessen die Verleihung eines Kutusowordens I. Klasse an.
In den letzten Monaten des Krieges vom Sommer 1944 an nahm das Korps bis Kriegsende an den Offensivoperationen zur Einnahme Ungarns, der Tschechoslowakei und Österreichs teil, wobei es einen besonderen Anteil an der Einnahme der Städte Budapest, Tata, Neszmély, Győr, Wien und Brünn hatte. Infolge der Einnahme Budapests erhielt das Korps erneut den dementsprechenden Ehrennamen («Будапештский» - „Budapester ...“).
Am 28. April 1945 wurde Swiridow der zuvor verwehrte Ehrentitel „Held der Sowjetunion“ für seinen Anteil an der Einnahme von Budapest und Wien gem. Ukas des Präsidium des Obersten Sowjet der UdSSR verliehen (Verleihungsnummer 4790).
Swiridow nahm auch an der berühmten Moskauer Siegesparade von 1945 teil und kommandierte dort im Rang eines Generalleutnants der Panzertruppe (mit Gardestatus) ein Panzerbataillon, welches Teil des Kombinierten Regiments der 2. Ukrainischen Front war.

### Nachkriegskarriere
Im November 1945 wurde das Korps der 2. Garde Mechanisierten Division/Südliche Gruppe der Streitkräfte unterstellt. Diese „Südliche Gruppe der Streitkräfte“ (Южная группа войск) hatte den Auftrag, die Umsetzung der sowjetischen Auflagen für den Waffenstillstand in Rumänien und Bulgarien zu überwachen.
Swiridow erfüllte diesen Auftrag, bis er im Mai 1946 an die Höhere Militärakademie der RABA „K.J. Woroschilow“ (die Militärakademie des Generalstabs) geschickt wurde. Diesen Generalstabskurs schloss er im März 1947 ab und wurde daraufhin zum Stellvertreter des Kommandanten der 2. Garde Mechanisierten Armee, einer Einheit der Gruppe der Sowjetischen Streitkräfte in Deutschland, ernannt. Im April 1949 wechselte er, ebenfalls auf dem Posten eines Stellvertreter des Kommandeurs, zur 5. Garde Mechanisierten Armee/Weißrussischer Militärbezirk, wurde allerdings bereits im Juli desselben Jahres zum Kommandeur des 13. Schützenkorps/Transkaukasischer Militärbezirk ernannt.
Im Januar 1951 erhielt er wieder das Kommando über einen Garde-Verband und wurde zum Kommandeur des 1. Garde-Schützenkorps ernannt. Zwischen Oktober 1952 und Januar 1953 war er in der Hauptabteilung Personal der Sowjetarmee eingesetzt, wechselte aber wieder zur Truppe und wurde Stellvertreter des Kommandeurs der 6. Garde Mechanisierten Armee, ehe er im November 1954 bei derselben Armee zum Leiter für militärische Ausbildung ernannt wurde.
Swiridow wurde im Dezember 1955 im Range eines Generalleutnants der Panzertruppe (mit Gardestatus) in den Ruhestand entlassen, sein Grab auf dem Baikowe-Friedhof in Kiew wurde vom Verteidigungsministerium der UdSSR gestiftet.

## Dienstgrade
- Generalmajor der Panzertruppen (im Gardestatus) - 1. Oktober 1942
- Generalleutnant der Panzertruppen (im Gardestatus) - 7. Juni 1943

## Auszeichnungen
- Held der Sowjetunion (Verleihungsnummer 4790) (28.04.1945)
- Zwei Leninorden (21.02.1945, 28.04.1945)
- Drei Rotbannerorden (5.05.1942, 3.11.1944, 20.06.1949)
- Kutusoworden I. Klasse (19.03.1944)
- Suworow-Orden II. Klasse (31.03.1943)
- Orden des Roten Sterns (Volksrepublik Ungarn)
- Medaille „40 Jahre Streitkräfte der UdSSR“
- Medaille „Für die Verteidigung Moskaus“
- Medaille „Für die Verteidigung Stalingrads“
- Medaille „Sieg über Deutschland“
- Medaille „20. Jahrestag des Sieges im Großen Vaterländischen Krieg 1941–1945“
- Medaille „Für die Einnahme Budapests“ (29. November 1945)
- Medaille „Für die Einnahme Wiens“
- Medaille „Für die Befreiung Prags“
- Jubiläumsmedaille „XX Jahre Rote Arbeiter-und-Bauern-Armee“
- Medaille „30 Jahre Sowjetarmee und Flotte“